# Heartstopper (série de televisão)
Heartstopper é uma série de televisão via streaming britânica de drama adolescente LGBT criada por Alice Oseman, baseada em sua webcomic e história em quadrinhos homônima. A série teve sua produção feita pela See-Saw Films e é distribuída pela plataforma Netflix. Heartstopper estreou mundialmente em 22 de abril de 2022 e foi aclamada tanto pela crítica especializada quanto pelo público.
Em 8 de maio de 2022, foi anunciado que a série havia sido renovada por mais duas temporadas.
Em 22 de abril de 2025, a Netflix confirmou que não renovou a obra para a quarta temporada, mas iniciou a produção de um longa metragem com estreia prevista para 2026 para concluir a história.

## Elenco e personagens

### Principal
- Joe Locke como Charles "Charlie" Spring, um estudante do 1º ano do ensino médio do Colégio Truham Para Rapazes que recentemente se assumiu gay
- Kit Connor como Nicholas "Nick" Nelson, um jogador de rugby do 2º ano do ensino médio sentado ao lado de Charlie na aula, que se descobre bissexual
- William Gao como Tao Xu, amigo protetor de Charlie e crush de Elle
- Yasmin Finney como Elle Argent, amiga de Charlie e Tao que se transferiu para o Colégio Harvey Greene Para Meninas (apelidada de Higgs) depois de se assumir como transgênero
- Corinna Brown como Tara Jones, uma estudante do Higgs que faz amizade com Elle
- Kizzy Edgell como Darcy Olsson, namorada de Tara
- Tobie Donovan como Isaac Henderson, um membro introvertido do grupo de amigos de Charlie, Tao e Elle
- Jenny Walser como Victoria "Tori" Spring, irmã mais velha de Charlie
- Sebastian Croft como Benjamin "Ben" Hope, o primeiro namorado de Charlie
- Cormac Hyde-Corrin como Harry Greene, um valentão
- Rhea Norwood como Imogen Heaney, uma estudante do Higgs com uma queda por Nick
- Fisayo Akinade como Mr Ajayi, um professor de arte que cuida de Charlie
- Chetna Pandya como treinadora Singh
- Stephen Fry como a voz do diretor Barnes
- Olivia Colman como Sarah Nelson, mãe de Nick

### Recorrente
- Araloyin Oshunremi como Otis Smith
- Evan Ovenell como Christian McBride
- Ashwin Viswanath como Sai Verma
- Georgina Rich como Jane Spring, mãe de Charlie e Tori
- Joseph Balderrama como Julio Spring, pai de Charlie e Tori
- Momo Yeung como Yan Xu, mãe de Tao
- Alan Turkington como Senhor Lange

## Dubladores

### Brasil
Estúdio de dublagem - Vox Mundi Audiovisual A VSI Studio
Produção
- Direção de dublagem - Fernanda Bullara[4]
- Adaptação - Marina Braga[4]
- Tradução - Paula Abritta[4]
- Mixagem - Caetano Cotrin[4]

Dubladores
- Charlie - Vitor Mello[5]
- Nick - João Victor Granja[5]
- Ben - Wirley Contaifer[5]
- Tao - Italo Luiz[5]
- Tara - Pamela Rodrigues[4]
- Elle - Flora Paulita[4]

### Portugal
Estúdio de dublagem - Som Norte SA
- Charlie - Hugo Pereira[5]

- Nick - Tiago Araújo[5]
- Ben - Nuno Simões[5]
- Sr. Ajayi - Eurico Santos[5]
- Elle - Soraia Gurgo[5]
- Tao - Enrique Rainho[5]
- Isaac - Bernado Alves[5]
- Sarah - Raquel Rosmaninho[5]

## Episódios
| N.º | Título      | Dirigido por | Escrito por  | Lançamento          |
| --- | ----------- | ------------ | ------------ | ------------------- |
| 1 | "Meet"      | Euros Lyn    | Alice Oseman | 22 de abril de 2022 |
| O estudante do Colégio Truham, Charlie Spring, está em um relacionamento com Ben Hope. Em sua nova classe, Charlie é designado para se sentar ao lado de Nick Nelson, um jogador de rugby por quem ele desenvolve sentimentos. Eles se tornam amigos, embora Charlie não tenha certeza da sexualidade de Nick. Nick o convida para se juntar ao time de rugby e ele aceita. Charlie manda uma mensagem para Ben dizendo que não quer mais se encontrar. Mais tarde, Charlie relutantemente se encontra com Ben novamente, que o beija à força, mas é repelido por Nick. Enquanto isso, uma das amigas de Charlie, Elle Argent, se muda para a escola só de meninas, o Higgs, depois de se assumir como uma mulher trans. |             |              |              |                     |
| 2 | "Crush"     | Euros Lyn    | Alice Oseman | 22 de abril de 2022 |
| Charlie desabafa com Nick sobre seu relacionamento com Ben, que Nick condena. O amigo de Charlie, Tao Xu, diz que Nick é heterossexual e diz a Charlie para abandonar seus sentimentos, mas Charlie se recusa. Mais tarde, Tao diz a ele que Nick está em um relacionamento com uma jovem chamada Tara Jones, que é amiga de Elle no Higgs. Elle logo descobre que Tara é lésbica e namora com Darcy Olsson. Enquanto estava na casa de Charlie, Nick secretamente tenta tocar a mão de Charlie enquanto ele dorme e começa a questionar sua sexualidade. |             |              |              |                     |
| 3 | "Kiss"      | Euros Lyn    | Alice Oseman | 22 de abril de 2022 |
| Nick é convidado para a festa de aniversário de 16 anos de seu amigo Harry Greene. Nick convida Charlie, que aceita. Tao começa a ficar com ciúmes da paixão de seu amigo, o que vem fazendo com que sua amizade se torne mais distante. Harry e seu grupo começam a provocar Nick por estar com Tara, e Charlie sai de cena por ansiedade. Tara se assume para Nick, que rompe sua amizade com Harry. Imogen Heany, uma das melhores amigas de Nick, diz a Nick que gosta dele. Ben novamente força Charlie, que o empurra. Nick e Charlie se encontram novamente em uma sala isolada, onde se beijam; Nick fica pasmo e deixa um Charlie com o coração partido depois que ele ouve Harry procurando por ele.           |             |              |              |                     |
| 4 | "Secret"    | Euros Lyn    | Alice Oseman | 22 de abril de 2022 |
| Charlie fica desapontado com a partida repentina de Nick na festa, mas na manhã seguinte Nick chega à sua porta na chuva. Nick explica que ele ainda está no "armário" e eles se abraçam, com Charlie dizendo que ele não precisa declarar publicamente seu relacionamento por enquanto. Depois de um jogo de rugby, Tao e Elle escutam Nick relutantemente concordando em um encontro sob pressão dos colegas com Imogen. Tao e Elle são insinuados a estarem romanticamente interessados. |             |              |              |                     |
| 5 | "Friend"    | Euros Lyn    | Alice Oseman | 22 de abril de 2022 |
| Nick está prestes a cancelar o encontro com Imogen quando ela revela que seu cachorro morreu, e Nick reverte seu plano por simpatia. Charlie convida Nick para sua festa de aniversário em um fliperama. Lá, Tao conta a Charlie sobre sua espionagem que ele e Elle fizeram e Nick ouve. Nick mais tarde esclarece a verdade para Charlie, então diz explicitamente que gosta de Charlie. No dia seguinte, Nick se encontra com Imogen e explica a situação para ela. Imogen diz que entende e eles ficam como amigos. |             |              |              |                     |
| 6 | "Girls"     | Euros Lyn    | Alice Oseman | 22 de abril de 2022 |
| Nick pensa que pode ser bissexual; Charlie diz a ele para tomar seu tempo, e ele se assume para Tara e Darcy, que sugerem um encontro duplo. Elle revela que tem uma queda por Tao e confronta Tara e Darcy por quebrar sutilmente o segredo, mas está feliz por Nick e Charlie. Nesse dia, há um concerto orquestral entre Truham e Higgs; Tara foge da quadra com raiva após ouvir declarações homofóbicas de outras colegas, e Darcy a segue. Darcy a consola, elas se abraçam e voltam a se apresentar. |             |              |              |                     |
| 7 | "Bully"     | Euros Lyn    | Alice Oseman | 22 de abril de 2022 |
| Nick convida Charlie para ir ao cinema, mas é inesperadamente recebido com bullying liderado por Harry, que supostamente não foi convidado. Uma discussão culmina com Charlie sendo chamado de bicha e Nick socando Harry. No estacionamento, Ben ataca verbalmente Charlie por está claramente com ciúmes dele com Nick, e o diz que só se encontrava com Charlie por pena. Tao se sente culpado por piorar involuntariamente a situação de Charlie atacando verbalmente Harry, mas como Charlie continua a ignorá-lo, Tao se enfurece com ele por não ter contado sobre seu relacionamento com Nick. |             |              |              |                     |
| 8 | "Boyfriend" | Euros Lyn    | Alice Oseman | 22 de abril de 2022 |
| Pressionado por Tao, Charlie abandona o rugby e fica deprimido, ignorando Nick. Tao e Nick então têm uma conversa saudável, lentamente chegando a um acordo. Tao se reconcilia com Charlie, que também confronta Ben por indecência. Nick explica em particular a Charlie que ele mudou sua vida, implorando para eles não terminarem, e Charlie aceita. Em um encontro na praia, Nick revela seu plano de se assumir bissexual e declarar publicamente seu relacionamento. Ele primeiro faz isso com sua mãe Sarah, que alegremente, em meio às lágrimas, aceita ele e seu relacionamento com Charlie. |             |              |              |                     |

## Produção

### Desenvolvimento
A See-Saw Films adquiriu os direitos da obra de Oseman em 2019. A 20 de janeiro de 2021, foi anunciado que a Netflix havia encomendado uma primeira temporada com a duração total de oito horas e meia, com a própria Oseman como roteirista e Euros Lyn como diretor e produtor executivo. Também estão apontados como produtores executivos Patrick Walters, Jamie Laurenson, Hakan Kousetta, Iain Canning, e como produtores Emile Sherman e Zorana Piggott.

### Escolha do elenco
Connor inicialmente fez o teste como Charlie, e os produtores imediatamente mudaram seu papel para Nick.]]
Daniel Edwards-Guy é o diretor de casting. Em janeiro e fevereiro de 2021, decorreu um casting aberto para selecionar os atores de cinco personagens principais, bem como de três personagens recorrentes. Oseman explicou que Aled não iria aparecer na adaptação porque queria respeitar a sua história em Radio Silence. Depois de mais de dez mil pessoas terem comparecido no casting, Alice Oseman anunciou os primeiros nomes do elenco em abril de 2021, com Kit Connor e Joe Locke protagonizando Nick e Charlie, respectivamente. O resto do elenco foi anunciado dias depois, incluindo Yasmin Finney, Sebastian Croft, William Gao, Corinna Brown, Kizzy Edgell, Cormac Hyde-Corrin, Rhea Norwood e Tobie Donovan. Jenny Walser juntou-se ao elenco em maio.

### Filmagens
A produção começou em abril de 2021 e terminou em junho do mesmo ano. As filmagens ocorreram principalmente em locações de Burnham e Slough na Inglaterra. A fechada da Burnham Park Academy School serviu para o fictício Colégio Truham. A estação de onde Nick e Charlie partem para a praia é a estação ferroviária North Weald na ferrovia Epping Ongar, um ramal da linha central do metrô de Londres fechada em 1994.

## Recepção
A série recebeu elogios da crítica. O site agregador de críticas Rotten Tomatoes relatou um índice de aprovação de 100% com uma classificação média de 8.4/10, com base em 17 críticas. O consenso dos críticos do site diz: "Um romance inclusivo contado com sensibilidade impressionante, Heartstopper é tão encantador que os espectadores não ousam pular uma batida." O Metacritic, que usa uma média ponderada, atribuiu uma pontuação de 83 em 100, baseado em 7 críticas, indicando "aclamação universal".
Revisando a série para o The Guardian, Rebecca Nicholson deu uma classificação de 4/5 e disse: "Heartstopper pode não cumprir a promessa dramática de seu título, mas esse adorável romance adolescente é no mínimo mais emocionante". Saloni Gajjar do The A.V. Club deu à série um A- e disse: "Felizmente, Heartstopper subverte noções, mantendo seu protagonista orgulhosamente gay: é o interesse amoroso que tem que resolver seus sentimentos inesperados, e não o contrário. A atração de Nick por Charlie o pega de surpresa (mas não desdém)." David Opie, do Digital Spy, deu uma classificação de 5/5 e disse: "Heartstopper centra o amor queer, afirmando os sentimentos dos jovens assistindo que podem estar inseguros ou com medo de falar sua verdade."
Isabela Boscov disse que ouviu críticas devido aos conflitos da série serem simples, mas a criadora Alice Oseman e o diretor Euros Lyn, que já dirigiu séries mais densas como Black Mirror e Happy Valey, conseguiu achar um "ponto ideal de leveza".